# Satz von Banach-Mazur
Der Satz von Banach-Mazur aus dem Jahre 1933, benannt nach Stefan Banach und Stanisław Mazur, ist ein klassischer Satz aus dem Teilgebiet der Funktionalanalysis. Unter den separablen Banachräumen gibt es welche, die eine Kopie jedes anderen separablen Banachraums enthalten. Der Banachraum {\displaystyle C([0,1])} der stetigen Funktionen {\displaystyle [0,1]\rightarrow {\mathbb {R} }} mit der Supremumsnorm ist ein solcher universeller Banachraum.

## Formulierung des Satzes
Ist {\displaystyle K} ein kompakter Raum, so bezeichnet man mit {\displaystyle C(K)} den Banachraum der stetigen Funktionen von {\displaystyle K} nach {\displaystyle \mathbb {R} } mit der Supremumsnorm {\displaystyle \|\cdot \|_{\infty }}.

### Erste Version
In der ersten Version des Satzes von Banach-Mazur ist {\displaystyle K} das Cantor’sche Diskontinuum {\displaystyle \Delta }:
Zu jedem separablen Banachraum {\displaystyle E} gibt es einen isometrischen linearen Operator von {\displaystyle E} nach {\displaystyle C(\Delta )}.
Die folgende Beweisskizze zeigt, wie man solche Isometrien finden kann. Es sei {\displaystyle E_{1}'} die Einheitskugel im Dualraum von {\displaystyle E}. Diese ist nach dem Satz von Banach-Alaoglu kompakt bezüglich der schwach-*-Topologie und wegen der Separabilität sogar metrisierbar. Dann gibt es eine stetige, surjektive Abbildung {\displaystyle \phi \colon \Delta \rightarrow E_{1}'}, denn nach einem Resultat aus der Topologie ist jeder kompakte metrisierbare Raum ein stetiges Bild des Cantor’schen Diskontinuums. Definiert man nun {\displaystyle T\colon E\rightarrow C(\Delta )} durch {\displaystyle (Tx)(\delta ):=(\phi (\delta ))(x),\ x\in E,\ \delta \in \Delta }, so ist {\displaystyle T} offenbar linear und wegen
{\displaystyle \|Tx\|_{\infty }:=\sup _{\delta \in \Delta }|(Tx)(\delta )|=\sup _{\delta \in \Delta }|\phi (\delta )(x)|=\sup _{f\in E_{1}'}|f(x)|=\|x\|}
auch isometrisch, wobei die letzte Gleichheit aus dem Satz von Hahn-Banach folgt und die vorletzte aus der Surjektivität von {\displaystyle \phi \,}.

### Zweite Version
Als Folgerung erhält man die folgende Version:
Zu jedem separablen Banachraum {\displaystyle E} gibt es einen isometrischen, linearen Operator von {\displaystyle E} nach {\displaystyle C([0,1])}.
Zu jedem {\displaystyle f\in C(\Delta )} definiert man {\displaystyle {\tilde {f}}\colon [0,1]\rightarrow \mathbb {R} } als diejenige stetige Funktion, die auf {\displaystyle \Delta } mit {\displaystyle f} übereinstimmt und auf den Intervallen aus {\displaystyle [0,1]\setminus \Delta } linear ist. Die Abbildung {\displaystyle f\mapsto {\tilde {f}}} definiert dann eine isometrische Einbettung von {\displaystyle C(\Delta )} nach {\displaystyle C([0,1])} und die Behauptung folgt aus der obigen ersten Version des Satzes von Banach-Mazur.

## Bemerkungen
- Zusammen mit der Tatsache, dass {\displaystyle C([0,1])} eine Schauderbasis besitzt, gibt es Anwendungen in der Theorie der Basisfolgen in separablen Banachräumen; Beispiele dazu finden sich im unten angegebene Buch von Terry J. Morrison.

- Die Eigenschaft, eine Schauderbasis zu haben, vererbt sich nicht auf Teilräume, denn {\displaystyle C([0,1])} hat bekanntlich eine Schauderbasis und es gibt separable Banachräume ohne Schauderbasis, und solche kann man nach dem Satz von Banach-Mazur als Unterräume von {\displaystyle C([0,1])} erhalten. Aus demselben Grunde kann sich die Approximationseigenschaft nicht auf Teilräume vererben.

- {\displaystyle C([0,1])} ist ein universeller separabler Banachraum bezüglich Unterraum-Bildung in der Klasse aller separablen Banachräume, das ist gerade der Inhalt des Satzes von Banach-Mazur. Es gibt auch universelle separable Banachräume bezüglich der Quotientenbildung: Man kann zeigen, dass jeder separable Banachraum isometrisch isomorph zu einem Quotienten des Folgenraums {\displaystyle \ell ^{1}} ist.

- Aleksander Pełczyński hat 1962 gezeigt, dass folgende Aussagen über einen separablen Banachraum {\displaystyle E} äquivalent sind:

1. {\displaystyle E} ist ein universeller separabler Banachraum bezüglich Unterraum-Bildung.
2. {\displaystyle E} enthält einen zu {\displaystyle C(\Delta )} isometrisch isomorphen Unterraum.
3. {\displaystyle E} enthält einen zu {\displaystyle C([0,1])} isometrisch isomorphen Unterraum.
4. Es gibt Elemente {\displaystyle x_{n,k}\in E} für {\displaystyle n\in \mathbb {N} } und {\displaystyle k=0,1,\ldots 2^{n}-1}, so dass {\displaystyle x_{n,k}\,=\,x_{n+1,2k}+x_{n+1,2k+1}} und {\displaystyle \left\|\sum _{k=0}^{2^{n}-1}t_{k}x_{n,k}\right\|=\max _{k=0,\ldots 2^{n}-1}\left|t_{k}\right|} für alle Skalare {\displaystyle t_{k}\in \mathbb {R} } gilt.